# Liste der Baudenkmäler in Apfeltrach

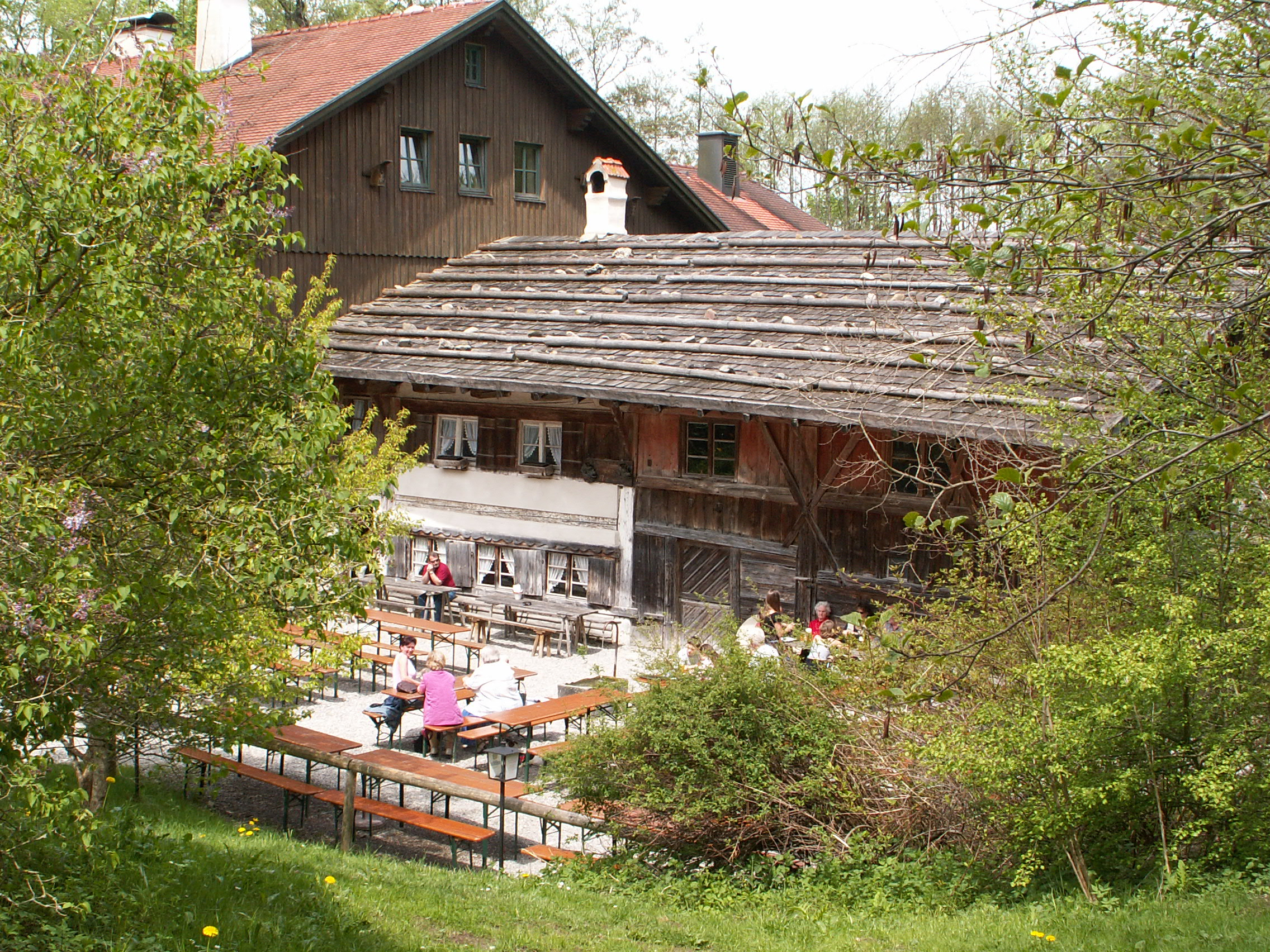
Katzbruimühle bei Apfeltrach

Auf dieser Seite sind die Baudenkmäler in der schwäbischen Gemeinde Apfeltrach zusammengestellt. Diese Tabelle ist eine Teilliste der Liste der Baudenkmäler in Bayern. Grundlage ist die Bayerische Denkmalliste, die auf Basis des Bayerischen Denkmalschutzgesetzes vom 1. Oktober 1973 erstmals erstellt wurde und seither durch das Bayerische Landesamt für Denkmalpflege geführt wird. Die folgenden Angaben ersetzen nicht die rechtsverbindliche Auskunft der Denkmalschutzbehörde.

## Baudenkmäler nach Ortsteilen

### Apfeltrach
| Lage                                                                                   | Objekt                                    | Beschreibung | Akten-Nr.              | Bild           |
| -------------------------------------------------------------------------------------- | ----------------------------------------- | --- | ---------------------- | -------------- |
| Hauptstraße (an der Abzweigung der Saulengrainer Straße) (Standort)                    | Bildstock                                 | Querrechteckiges Gehäuse mit Satteldach und korbbogiger Nische, Gemälde Jesus an der Geißelsäule an der Rückwand, im Kern wohl 18. Jahrhundert | D-7-78-113-11 Wikidata | Bildstock      |
| Hauptstraße (an der Abzweigung der Saulengrainer Straße, vor dem Bildstock) (Standort) | Steinkreuz                                | Tuffstein, wohl spätmittelalterlich | D-7-78-113-12 Wikidata | Steinkreuz     |
| Hauptstraße (nördlich der Kirche) (Standort)                                           | Mariensäule                               | Rotsandstein, 1872 | D-7-78-113-3 Wikidata  | Mariensäule    |
| Hauptstraße (nordöstlich der Leonhardskirche) (Standort)                               | Steinkreuz                                | Tuffstein, wohl spätmittelalterlich | D-7-78-113-9 Wikidata  | Steinkreuz     |
| Hauptstraße 32 (Standort)                                                              | Katholische Pfarrkirche St. Bartholomäus  | Saalbau mit korbbogiger Stichkappentonne und eingezogenem Chor unter Stichkappengewölbe, nördlicher Satteldachturm, Turmunterbau zweite Hälfte 14. Jahrhundert oder um 1400, Neubau des 15. Jahrhunderts, Anbauten 16. Jahrhunderts, Umgestaltung 1766/67; mit Ausstattung | D-7-78-113-2 Wikidata  | weitere Bilder |
| Hauptstraße 36 (Standort)                                                              | Bauernhaus                                | Zweigeschossiger Satteldachbau, im Westen abgewalmt, 18. Jahrhundert | D-7-78-113-4 Wikidata  | Bauernhaus     |
| Hauptstraße 44 (Standort)                                                              | Wappenrelief                              | mit Inschriftkartusche, ehemals am Zehentstadel angebracht, seit der zweiten Hälfte des 19. Jahrhunderts am ehemaligen Vogthaus, Kalkstein, bezeichnet „1621“ | D-7-78-113-5 Wikidata  | Wappenrelief   |
| Hauptstraße 53 (Standort)                                                              | Ehemaliges Benefiziatenhaus               | Zweigeschossiges Satteldachhaus mit Stichbogenfenstern und Stufenfries am Ostgiebel, 1848 | D-7-78-113-7 Wikidata  | weitere Bilder |
| Hauptstraße 55 (Standort)                                                              | Katholische Wallfahrtskirche St. Leonhard | Saalbau mit eingezogenem Rechteckchor und südlichem Satteldachturm, Chor 14. Jahrhundert, Langhaus Anfang 15. Jahrhundert, Turm zweite Hälfte 15. Jahrhundert, Veränderungen 17./18. Jahrhundert; mit Ausstattung                                                          | D-7-78-113-8 Wikidata  | weitere Bilder |
| Kapellenäcker (Standort)                                                               | Kapelle zu den Vierzehn Nothelfern        | Rechteckbau mit eingezogenem Chor und Dachreiter, 1660, Umgestaltung und Erweiterung 1718 und 1830; mit Ausstattung | D-7-78-113-10 Wikidata | weitere Bilder |

### Katzbrui
| Lage                  | Objekt                            | Beschreibung                                                                      | Akten-Nr.              | Bild           |
| --------------------- | --------------------------------- | --------------------------------------------------------------------------------- | ---------------------- | -------------- |
| Katzbrui 7 (Standort) | Ehemalige Mühle, jetzt Gaststätte | Zweigeschossiger Ständerbau mit flachem Legschindeldach, um 1661; mit Ausstattung | D-7-78-113-13 Wikidata | weitere Bilder |

### Köngetried
| Lage                             | Objekt                                | Beschreibung | Akten-Nr.              | Bild                 |
| -------------------------------- | ------------------------------------- | --- | ---------------------- | -------------------- |
| Südliche Bergstraße 6 (Standort) | Katholische Pfarrkirche St. Stephanus | Saalbau mit eingezogenem Chor und nördlichem Turm mit Spitzhelm, letztes Viertel 15. Jahrhundert, Turmunterbau wohl 14. Jahrhundert, Veränderungen um 1750 und 1862; mit Ausstattung | D-7-78-113-16 Wikidata | weitere Bilder       |
| Südliche Bergstraße 8 (Standort) | Ehemaliges Pfarrhaus                  | Zweigeschossiger Bau vom Typ eines Bauernhauses mit geständertem Kniestock, Flugpfette und Legschindeldach, 1638, Ende 18. Jahrhundert erneuert                                      | D-7-78-113-17 Wikidata | Ehemaliges Pfarrhaus |

### Saulengrain
| Lage                     | Objekt                           | Beschreibung                                                                                          | Akten-Nr.              | Bild           |
| ------------------------ | -------------------------------- | --- | ---------------------- | -------------- |
| Käppeleweg 3 (Standort)  | Katholische Kapelle St. Nikolaus | Saalbau mit eingezogenem Chor und Dachreiter mit Zwiebelhaube, Mitte 18. Jahrhundert; mit Ausstattung | D-7-78-113-19 Wikidata | weitere Bilder |
| Ortsstraße 19 (Standort) | Bauernhaus, Mittertennbau        | Zweigeschossiger Satteldachbau mit Fachwerk unter Putz, 18. Jahrhundert                               | D-7-78-113-20 Wikidata | weitere Bilder |

## Ehemalige Baudenkmäler
In diesem Abschnitt sind Objekte aufgeführt, die früher einmal in der Denkmalliste eingetragen waren, jetzt aber nicht mehr. Objekte, die in anderem Zusammenhang also z. B. als Teil eines Baudenkmals weiter eingetragen sind, sollen hier nicht aufgeführt werden. Aktennummern in diesem Abschnitt sind ehemalige, jetzt nicht mehr gültige Aktennummern.

| Lage                                 | Objekt     | Beschreibung                                                                   | Akten-Nr.              | Bild       |
| ------------------------------------ | ---------- | ------------------------------------------------------------------------------ | ---------------------- | ---------- |
| Apfeltrach Hauptstraße 28 (Standort) | Ölgemälde  | Auf Blech, heiliger Leonhard, 18. Jahrhundert                                  | D-7-78-113-1 Wikidata  | BW         |
| Saulengrain Käppeleweg 1 (Standort)  | Bauernhaus | Zweigeschossiger Mittertennbau mit flachem Satteldach, im Kern 18. Jahrhundert | D-7-78-113-18 Wikidata | Bauernhaus |